# Ladislav Patráš
Ladislav Patráš (* 19. července 1967, Banská Bystrica) je bývalý československý lyžař, sdruženář.

## Lyžařská kariéra
Na XV. ZOH v Calgary 1988 skončil v severské kombinaci v závodě jednotlivců na 21. místě a v závodě družstev na 6. místě. Závodil za ČH Štrbské Pleso.